# Dasyornis brachypterus
El picocerdas oriental (Dasyornis brachypterus) es una especie de ave paseriforme de la familia Dasyornithidae endémica de Australia. 

## Distribución y hábitat
Su área de distribución histórica era la totalidad de la zona costera del sureste de Australia, distribuido por toda la línea costera de Nueva Gales del Sur y zonas limítrofes de Victoria y Queensland, aunque en la actualidad se ha reducido a unos pocos enclaves. Los emplazamientos importantes para la conservación de la especie identificados por la BirdLife International son: Scenic Rim en la frontera sur de Queensland con Nueva Gales del Sur, Budderoo y Barren Grounds, Bahía de Jervis, y la ensenada de Nadgee a Mallacoota ubicada en la frontera entre Nueva Gales del Sur y el este de Victoria. Se descubrió una colonia aislada en Conondale Range en el sureste de Queensland en los años 1980.
Ocupa los bosques templados costeros y las zonas de matorral y herbazales de la región. El picocerdas oriental es un ave muy territorial y usa un canto característico y melodioso para marcar su territorio. Los picocerdas orientales construyen sus nidos en el suelo en zonas de hierba densa.

## Estado de conservación
La especie está clasificada como especie en peligro de extinción por la UICN. Los censos muestran que esta ave prefiere vivir en pequeñas poblaciones concentradas. También está incluida en la ley de especies amenazadas australiana de protección medioambiental y biodiversidad de 1999. Además está incluida en las listas y leyes para las especies en peligro de extinción en los respectivos estados australianos.